# 戰爭機器5
《戰爭機器5》是由The Coalition製作的第三人称射击游戏，並由Xbox游戏工作室作為Xbox Play Anywhere的一部份發表於Microsoft Windows和Xbox One平台上。這是戰爭機器系列的第六款遊戲，同時作為2016年的作品《戰爭機器4》的續作。該作品已在2019年9月10日正式發行。2020年3月，The Coalition确认本作将在新世代主机Xbox Series X发售首日发布对应新平台主机的版本。

## 遊戲內容

### 劇情
《戰爭機器5》主要注重描寫前代女主角凱特·戴茲（Kait Diaz，蘿拉·貝莉 配音），作為一個外來者，同時也是獸族的後裔，她必須揭露關於凱特的家庭以及獸族的起源故事。而《戰爭機器4》的主角JD·菲尼克斯（James Dominic Fenix，利亞姆·麥肯泰爾 配音）、他的好友戴爾蒙特·沃克（Delmont Walker，尤金尼·伯德 配音），及一至三代的主角馬可斯·菲尼克斯（Marcus Fenix，約翰·迪·馬吉歐 配音）也被確認將會回歸。

### 登場角色
- 凱特·迪亞茲（Kait Diaz）

本作女主角，前作重要角色，已在前作終章得知其母親雷娜持有獸族的徽章，證實是一到三作中獸族女王米拉的外孫女。本作中為探尋家族與獸族秘密與戴爾蒙特·沃克前往新希望研究中心（New Hope Facility）。
- 戴爾蒙特·沃克（Delmont Walker）

簡稱戴爾，前作重要角色之一，相較於前作因脫下了馬可斯的頭帶而換上了一款綠色的頭帶，本作與凱特一起前往調查，在舊艾菲拉一役中死亡（或選擇JD）。
- 詹姆士·多明尼克·菲利（James Dominic Fenix）

簡稱JD，前作及第一章男主角，本作第一章中因受到黎明之鎚波及，導致右手及臉部受傷，因而變禿。本作中在黎明之鎚事件後被升格為上尉，並在舊艾菲拉一役中死亡（或選擇戴爾）。
- 馬可斯·菲利（Marcus Fenix）

一到三代男主角，本作與四代一樣作為輔助角色，告知凱特前往新希望研究中心調查。
- 米拉女王（Queen Myrrah）

本作關鍵人物之一，一到三代獸族的領導者。原本是開採伊姆能源（Imulsion，一種燃料，三代中被證實是一種寄生物）礦工的子女，被位於卡達峰（Mount Kadar）實驗室的科學家奈爾斯發現其體內具有免疫基因，並在幾年後與實驗室中一名科學家生下雷娜。在雷娜被秘密隱藏死訊後，與當時實驗室產物獸族一起摧毀實驗室，後於內克西斯（Nexus）建立獸族軍隊並擔任女王。在三代被馬可斯殺死後，意識被女獸人族長灌輸進雷娜的身體裡，因而復活。
- 雷娜·迪亞茲（Reyna Diaz）

新任蜂擁族女王。雖在前作中被安樂死，但身體仍被蜂擁族給同化，並進駐了米拉女王的意識。本身在卡達峰實驗室誕生，被其生父偽造死亡後成為遊民，勝利日後遇見前COG戰士蓋比·迪亞茲（Gabriel Diaz）並生下凱特。
- 奧斯卡·迪亞茲（Oscar Diaz）

凱特的叔叔，嗜酒。在前代中受抓奪獸襲擊被抓，在連接四代與五代的小說 Ascendance 中轉至鑿洞獸村擔任村長，四個月後凱特與戴爾一同勸進鑿洞獸村加入COG時受到突襲，被意識傳輸到典獄長（Warden）的凱特無意間殺死。
- 法茲·楚塔尼（Fahz Chutani）

本作新出場角色之一，與JD和戴爾因二號聚落事件有所過節，待在吉恩的後援部隊擔任少尉。本作第一章前往二號聚落支援卡敏中士時，時常向JD強調自己是救援行動中唯一的高階軍官。
- 奧古斯都·柯爾（Augustus Cole）

D小隊成員，前連擊球（Thrashball）球星，並參與舊艾菲拉一役。
- 戴蒙·巴德（Damon Baird）

D小隊前成員，迪比工業執行長，是開發迪比（Deebee）機器人的人員，目前待在位於新艾菲拉的COG研究總部。
- 傑克（JACK）

D小隊之機器人，相較於前三代本作之傑克進行了升級程序，戰役中可找到升級傑克的組件來強化能力。在舊艾菲拉一役中將自己當作座標使黎明之鎚發射而犧牲。
- 克萊頓·卡敏（Clayton Carmine）

簡稱克萊，前D小隊成員，現升格為中士。擁有一姪女麗姬，並帶領軍隊進行二號聚落疏散以及舊艾菲拉一役。
- 伊麗莎白·卡敏（Elizabeth Carmine, Lizzie）

簡稱麗姬，牛頭人米諾陶車隊的最好車手，克萊頓的姪女，二號聚落疏散中由於黎明之鎚失控，以及車輛駕駛座大門變形，無法逃脫而死亡，JD和巴德也因其死亡而感到懊悔。
- 嘉倫·派德克（Garron Paduk）

前K小隊成員，居住在法斯格（Vasgar）。是巴德與柯爾的摯友，前獨立共和國聯盟少校。本作中幫助凱特所帶領的D小隊取回黎明之鎚衛星，並參與舊艾菲拉一役。
- 米娜·吉恩（Mina Jinn）

COG現任首席部長，與前任首席部長兼馬可斯之妻子安雅（Anya Stroud）交好，並反對重啟黎明之鎚。舊艾菲拉一役中希望利用凱特的蜂巢連結而摧毀蜂擁族，並帶領黑甲護衛（Onyx Guard）準備逮捕她，卻因JD的阻撓和蜂擁族的突襲而失敗。
- 傑瑞米亞·基根（Keegan）

逃離蜂巢模式中出場，曾是鎮守亞祖拉的黑甲護衛的一員，因此又被稱為「流亡黑甲」，受前 COG 指揮官維克多·霍夫曼（Victor Hoffman）指揮，首次出現在戰爭機器5前導漫畫「Hivebusters」。
其全名來自聖所的智能AI所訴。
- 蘭妮·克利索（Lahni Kaliso）

逃離蜂巢模式中出場，二代配角泰伊·克利索（Tai Kaliso）的表妹，強襲旅的一員，因違反命令導致指揮官陣亡而入獄服刑，受前 COG 指揮官維克多·霍夫曼指揮，首次出現在戰爭機器5前導漫畫「Hivebusters」。
- 麥肯（Mac）

逃離蜂巢模式中出場，是一名外來者司機，因目睹其子被蜂擁族所殺而同意加入霍夫曼的計畫，受前 COG 指揮官維克多·霍夫曼指揮，首次出現在戰爭機器5前導漫畫「Hivebusters」。

#### 其他提及角色
- 安雅·史特勞（Anya Stroud）

馬可斯之妻子，第一任COG首席部長。本身不孕，但在吉恩的計畫幫助下產下JD，不久後因不明原因過世，其死亡責任被馬可斯怪罪到吉恩頭上。
- 亞當·菲利（Adam Fenix）

COG科學家，在三代因為確認伊姆能源生長週期而植入螢光族病毒後，啟動伊姆能源反制裝置而死亡，死前給巴德留下關於亞祖拉及其它有關COG秘密之資訊。
- 列娜（Lena）、諾斯科（Norsko），佛萊迪（Freddie）

鑿洞獸村之原村民，因不滿奧斯卡之政策而離開。佛萊迪因擅闖新希望研究中心之設施而被迪比射擊至死；諾斯科則被包覆在卵莢中轉化為初生獸（Juvies）後，被凱特等人殺死；列娜則被發現在東通訊塔凍死。
- 維克多·霍夫曼（Victor Hoffman）

蜂巢破壞者模式中登場，前COG上校，因面對蜂擁族提出的蜂巢破壞者計畫不被吉恩採納，並被吉恩強制要求退休，退休後聯合並瞞著漢娜發起非公開任務「蜂巢破壞者計畫」，並在基根等人的幫助下，成功完成毒氣並成功找出快速前往蜂巢核心的方法。
- 漢娜·柯爾

蜂巢破壞者模式中登場，火車頭柯爾的女兒，是一名研究人員，並不了解有關連擊球的事情。在調查有關「瓦卡圖」的事情時被抓奪獸抓到蜂巢核心之地，因而讓基根等人得知快速進入蜂巢核心的方法，卻也因此讓基根等人得知此計畫並未得到吉恩的准許，後在之後用瓦卡圖的酸液融合新希望研究中心的毒氣，並發明出被抓奪獸抓走時使用的特殊呼吸裝置，從而完善蜂巢破壞者計畫。
- 奈爾斯

新希望研究中心的首席研究主任。後在米拉女王帶領獸族逃離卡達峰實驗室時，遭到獸族的攻擊而導致失血過多而死，死前啟動急凍噴射器將整座實驗室冰封。

### 內容
除了單人遊戲以外，遊戲已被確認將會支援本機分割螢幕、線上合作模式，以及在 2019 E3 中新公布的遊戲模式「脫離」（Escape）。

## 開發
《戰爭機器5》由The Coalition開發製作，並為前作《戰爭機器4》的續作。《戰爭機器5》的英文名而不同於以往幾代的慣用名稱，《戰爭機器5》中的英文名只被稱作「Gears 5」，相比於前五作中缺少了「of War」。台灣譯名則仍為《戰爭機器5》。Xbox經銷主管亞倫·格倫伯格解釋說，此種新的標題代表了「簡潔有力」，並且他認為因為遊戲社群中大多數人已經將該作簡稱為「Gears」許多年已久，標題變動是一種自然的變化。對於《戰爭機器5》的注重設定，The Coalition決定將角色的焦點從前作主角JD·菲尼克斯轉到凱特。根據工作室的領頭羅德·弗格森表示，「這是一個自然的選擇。當你玩過《戰爭機器4》後，把它想成《瘋狂麥斯：憤怒道》的話，它其實主打的並不是主角麥斯，而是芙莉歐莎指揮官；這是她的故事，而這道理在《戰爭機器4》也是一樣，整個遊戲的目標放在拯救凱特的母親雷娜，而JD就只是來幫手的。」

## 市場營銷與發行
《戰爭機器5》的消息在E3 2018與《戰爭機器 POP》和《戰爭機器：戰術小隊》一同被釋出，整個遊戲預定作為Xbox Playing Anywhere的一部份在2019年9月10日在Windows10与Xbox One上發售。據透露，在E3 2019該遊戲與一款即將上映的電影《魔鬼終結者：黑暗宿命》進行合作，將使玩家可以控制莎拉·康納（Sarah Connor）和T-800型終結者。此兩款角色將可以通過預購獎勵或者Xbox Game Pass得到。

## 外部連結
- 官方网站